# 紗倉まなとニューヨークのマジックミラーナイト
『紗倉まなとニューヨークのマジックミラーナイト』（さくらまなとニューヨークのマジックミラーナイト）は文化放送で放送されたラジオ番組。紗倉まなの冠番組として開始された。
2016年4月から9月まで放送された『紗倉まな・ハリウッドザコシショウの朝まで丸裸!』（さくらまな・ハリウッドザコシショウのあさまでまるはだか）ならびにその後番組として同年10月から2017年9月まで放送された『紗倉まな・野本ダイトリのどうしたらいいでしょうか？』（さくらまな・のもとダイトリのどうしたらいいでしょうか）、2017年10月から2021年3月まで放送された『紗倉まなのマジックミラーナイト』（さくらまなのマジックミラーナイト）についても併せて述べる。

## 概要
2015年にスタートした『とにかく明るい安村と紗倉まなのとにかく丸裸!』から2016年に分離したバラエティトーク番組。当初はハリウッドザコシショウをパートナーに開始。『紗倉まな・ハリウッドザコシショウの朝まで丸裸!』として放送。
2016年10月7日からハリウッドザコシショウから野本義明（SOD代表取締役社長、略してダイトリ）に変わり、「紗倉まな・野本ダイトリのどうしたらいいでしょうか?」へとリニューアルした。
翌週の10月7日からは紗倉単独の冠番組『紗倉まなのマジックミラーナイト』へとリニューアル。新準レギュラーとして高岡哲也（SOD副社長）・バイク川崎バイクが加わり、4週中3週はお笑い芸人のゲストが招かれていた（基本的には東京吉本所属芸人）。
同じ出発点を持つ2番組であることから2019年2月には『とにかく丸裸!』と『マジックミラーナイト』の合同公開収録も行われた。
2021年4月からは、前年12月まで『とにかく丸裸!』が放送されていた枠を吸収し、3:30開始の1時間番組となる。3月28日の30分枠最終回では4月からMCとしてニューヨークが加わり、番組名が『 紗倉まなとニューヨークのマジックミラーナイト』に変更されること、高岡、川崎も降板することなくコーナー担当として継続出演することが発表された。
2021年6月に発表された、晋遊舎「リスナーが本気で選んだラジオ番組最強番付2021」インタビュー熱望部門で1位を獲得した。
紗倉まなは「最高潮の無駄がマジックミラーナイトだと思ってます」。「肉だったら脂身みたいに切り落とされちゃうところ。でも私はそういう油っこい感じが好きだったりします」と番組内容を例えていた。
2021年7月24日、紗倉まながウォシュレットにあるビデの使い方を知らないという話題になり、以降、女性ゲストや女子スペルマーズはビデ機能の本来の使い方（小用後や生理時の洗浄）を知っているのか等が話題となった。
2021年10月26日に番組発のライブ配信限定イベント「紗倉まなとニューヨークのマジックミラーライブ」をFANY Onlineで配信。2022年3月20日放送分には『NEWニューヨーク』（テレビ朝日系）の企画、「1週間エガちゃん生活」で江頭2:50がサプライズ出演。3月26日の『NEWニューヨーク』内でその模様が放送された。
2022年8月14日より紗倉まなが約2か月間を予定して休養に入るため、この間はゲスト女優とは別にSOD専属女優が代打MCとして入った。紗倉が不在となったが番組名は変わらず、10月23日放送分より復帰した。
2023年3月19日放送分で紗倉まなの番組卒業を告知され、同月26日放送分で卒業。『とにかく明るい安村と紗倉まなのとにかく丸裸!』も合わせ、述べ約8年に渡る紗倉のレギュラー冠番組が終了。翌週からは最終ゲストの小湊よつ葉がパーソナリティを受け継ぎ、『ニューヨーク・小湊よつ葉のマジックミラーナイト』へと新装された。

## 番組コーナー
マジックミラー朗読劇
おもにゲストに芸人が来た際に行われた。芸人のネタをベースに紗倉が加わり、エロ要素を持ったネタへと昇華する。ゲスト不在の場合はおとぎ話が題材となる。台本は構成作家（カノウ）が書き起こし、本番中に渡すのが定番。
リニューアル以降はMCにニューヨークが入ったこともあり、原則隔週で行った。2021年10月2日分からは原則ニューヨークのネタのみを題材とした。
エロBKB（夜のBKB）
2021年1月に開始。あまりにもリスナーと絡むコーナーが少ないことから新設。バイク川崎バイクのネタに合わせ、エッチなBKB構文を募集。本コーナーの設置を機に、ラジオネームをスペルマーズ、スペルマネームと呼ぶことも決定された。
「ニューヨークの～」にリニューアル以降は番組内番組として独立し、10分枠の別収録コーナーとなった。
2022年4月より「飽きてきた」ことを理由にスペルマネーム「デビュー戦反則負け」提案による新コーナー、「エロの異端児バイクシー」「エロかるた」などを開始した。
ワタシ、イッちゃいました。
2021年4月開始。最近つい「イッてしまった」出来事をスペルマーズから募集した。
アイドルグループアンスリュームの楽曲である「アンスデーム」の歌い出しが、「クンニー、クンニー、クンニリーン」と聴こえてイっちゃいました、など。
拝啓SOD様、こんなAV作ってくれませんか?
2021年4月開始。SODクリエイトに作ってほしいAV作品のシナリオや設定、トンデモ企画を募集。
ニューヨーク嶋佐の人のセックスを笑うな
2021年5月開始。明日使える新しい言葉攻めを募集し、嶋佐が攻め役を演じる。女優陣が笑ったら不採用。濡れたら採用。建前は実生活やAVで使える自然なワードを募集しているが、採用されるのは概ね性行為を関係ないもので例えていき脱線していくという「言葉攻め」とは全く関係ない投稿となっていた。
思い出しエロ
2023年2月開始。小さいころ観て、いまだに覚えているエロいシーンを聴取者の思い出とともに振り返った

## 出演者

### マジックミラーナイト
- 紗倉まな
- 高岡哲也（SOD副社長）[注 1]（2021年4月10日以降はコーナー担当、2022年1月2日は嶋佐遅刻のため代打でMCを担当）
- バイク川崎バイク[注 2]（2021年4月3日以降はコーナー担当。2022年1月30日、2月6日は嶋佐の代打として本編MC）
- ニューヨーク（嶋佐和也、屋敷裕政）（2021年4月3日 - ）

## 過去の出演者

### 紗倉まな・ハリウッドザコシショウの朝まで丸裸!
- ハリウッドザコシショウ

### 紗倉まな・野本ダイトリのどうしたらいいでしょうか?
- 野本ダイトリ

## ゲスト女優リスト
日直アシスタント/夜のBKBの順に表記
()内は出演回数。リニューアル以前は女優ゲストなし。
2021年
1. 4月3日 日直アシスタントなし/ちゃんよた(1)
2. 4月10日 古川いおり(1) 戸田真琴(1)/ちゃんよた(2)
3. 4月17日 夏目響(1)/美島由紀(1)
4. 4月24日 夏目響(2)/美島由紀(2)
5. 5月1日 唯井まひろ(1)/田原凛花(1)
6. 5月8日 唯井まひろ(2)/田原凛花(2)
7. 5月15日 小倉由菜(1)/咲田ラン(1)
8. 5月22日 小倉由菜(2)/咲田ラン(2)
9. 5月29日 小倉由菜(3)唯井まひろ(3)/来栖すみれ(1)
10. 6月5日 小倉由菜(4)唯井まひろ(4)/来栖すみれ(2)
11. 6月12日 MINAMO(1)/天宮みすず(1)
12. 6月19日 MINAMO(2)/天宮みすず(2)
13. 6月26日 本庄鈴(1)/滝沢ライラ(1)
14. 7月3日 本庄鈴(2)/滝沢ライラ(2)
15. 7月10日 天宮花南(1)/池脇澪(1)
16. 7月17日 天宮花南(2)/池脇澪(2)
17. 7月24日 市川まさみ(1)/ちゃんよた(3)
18. 7月31日 市川まさみ(2)/ちゃんよた(4)
19. 8月7日 青空ひかり(1)/愛乃あい菜(1)
20. 8月14日 青空ひかり(2)/愛乃あい菜(2)
21. 8月21日 青木桃(1)/下平玲夏(1)
22. 8月28日 青木桃(2)/下平玲夏(2)
23. 9月4日 本庄鈴(3)/佐田茉莉子(1)
24. 9月11日 本庄鈴(4)/佐田茉莉子(2)
25. 9月18日 川村ゆい(1)/中島あつこ(1)
26. 9月25日 川村ゆい(2)/中島あつこ(2)
27. 10月2日 ローレン花恋(1)/板垣あずさ(1)
28. 10月9日 鬼越トマホーク坂井良多(1)/板垣あずさ(2)
29. 10月16日 小倉由菜(5)唯井まひろ(5)/早見なな(1)
30. 10月23日 西元めいさ(1)/早見なな(2)
31. 10月30日 工藤ゆら(1)/池脇澪(3)
32. 11月6日 工藤ゆら(2)/池脇澪(4)
33. 11月13日 宮島めい(1)/広瀬りおな(1)
34. 11月20日 宮島めい(2)/広瀬りおな(2)
35. 12月4日 ちゃんよた(1)/中村未来(1)
36. 12月11日 ちゃんよた/中村未来
37. 12月18日 西元めいさ/保田真咲
38. 12月25日 西元めいさ/保田真咲

2022年
1. 1月2日 鈴原みらん/愛乃あい菜
2. 1月9日 鈴原みらん/愛乃あい菜
3. 1月16日 小倉由菜（紗倉の代打出演[10]）/鈴音りん/御調みつ
4. 1月23日 小倉由菜（紗倉の代打出演）/鈴音りん/御調みつ
5. 1月30日 本庄鈴/百合園かれん
6. 2月6日 本庄鈴/百合園かれん
7. 2月13日 夏目響/田中ぴあ
8. 2月20日 夏目響/田中ぴあ
9. 2月27日 新海咲/美島由紀[11]
10. 3月6日 新海咲/美島由紀[12]
11. 3月13日  多香良/デニス（BKBの代打出演）、下平玲夏
12. 3月20日  多香良、江頭2:50/デニス（BKBの代打出演）、下平玲夏
13. 3月27日 瀬乃みなみ/デニス（BKBの代打出演）、中嶋美和子
14. 4月3日 瀬乃みなみ/デニス（BKBの代打出演）、中嶋美和子
15. 4月10日 恋渕ももな/早見なな
16. 4月17日 恋渕ももな/早見なな
17. 4月24日 浜辺栞帆/長瀬広臣
18. 5月1日 浜辺栞帆/長瀬広臣
19. 5月8日 藤森里穂/鈴音りん
20. 5月15日 藤森里穂/鈴音りん
21. 5月22日 百仁花/保田真咲
22. 5月29日 百仁花/保田真咲
23. 6月5日 神木麗/天宮みすず
24. 6月12日 神木麗/天宮みすず
25. 6月19日 小湊よつ葉/早見なな[13]
26. 6月26日 小湊よつ葉/早見なな
27. 7月3日 千鶴えま/御調みつ
28. 7月10日 千鶴えま/御調みつ
29. 7月17日 天宮花南（紗倉の代打出演）、ダイタク/桜和ことこ
30. 7月24日 天宮花南（紗倉の代打出演）/桜和ことこ
31. 7月31日 MINAMO/鰻和弘（BKBの代打出演）、由良かな
32. 8月7日 MINAMO/鰻和弘（BKBの代打出演）、由良かな
33. 8月14日 青空ひかり（代打MC）、千鶴えま/鰻和弘（BKBの代打出演）、おふろ
34. 8月21日 青空ひかり（代打MC）、千鶴えま/鰻和弘（BKBの代打出演）、おふろ
35. 8月28日 小倉由菜（代打MC）、恋渕ももな/池脇澪
36. 9月4日 小倉由菜（代打MC）、恋渕ももな/池脇澪
37. 9月11日 古川いおり（代打MC）、宮島めい/遠藤まめ
38. 9月18日 古川いおり（代打MC）、宮島めい/遠藤まめ
39. 9月25日 小倉由菜（代打MC）、本庄鈴/保田真咲
40. 10月2日 小倉由菜（代打MC）、本庄鈴/保田真咲
41. 10月9日 本庄鈴（代打MC）、青空ひかり/葵りん
42. 10月16日 本庄鈴（代打MC）、青空ひかり/葵りん
43. 10月23日 日直アシスタントなし/下平玲夏
44. 10月30日 河本準一 /下平玲夏
45. 11月6日 星乃莉子 /下平玲夏
46. 11月13日 星乃莉子 /下平玲夏
47. 11月20日 古川いおり、やさしいズ /田中ぴあ[14]
48. 11月27日 古川いおり、とにかく明るい安村 /田中ぴあ[15]
49. 12月4日 千鶴えま /美波亜美
50. 12月11日 千鶴えま /美波亜美
51. 12月18日 神木麗、ダイヤモンド /板垣あずさ
52. 12月25日 神木麗 /板垣あずさ

2023年
1. 1月1日 市川まさみ（代打MC）、稲荷ある / 桜和ことこ[16]
2. 1月8日 市川まさみ（代打MC）、稲荷ある / 桜和ことこ
3. 1月15日 小湊よつ葉 / 下平玲夏
4. 1月22日 小湊よつ葉 / 下平玲夏
5. 1月29日 夏目響 / 保田真咲
6. 2月5日 夏目響 / 保田真咲
7. 2月12日 稲荷ある /  由良かな
8. 2月19日 稲荷ある /  由良かな
9. 2月26日 唯井まひろ /  遠山まき
10. 3月5日 唯井まひろ /  遠山まき
11. 3月12日 浜辺栞帆  /  みっきー藤波
12. 3月19日 浜辺栞帆  /  みっきー藤波
13. 3月26日 小湊よつ葉  /  仮つばさ[7]

## マジックミラー朗読劇モチーフ
2021年
1. 4月3日 ※朗読劇なし
2. 4月10日【1】空手部(古川いおり、戸田真琴)
3. 4月17日 ※朗読劇なし
4. 4月24日 ※朗読劇なし
5. 5月1日【2】シンデレラ(唯井まひろ)
6. 5月8日 ※朗読劇なし
7. 5月15日【3】舌切り雀(小倉由菜)
8. 5月22日 ※朗読劇なし
9. 5月29日【4】ONE PIECE
10. 6月5日 ※朗読劇なし
11. 6月12日【5】アルプスの少女ハイジ(MINAMO)
12. 6月19日 ※朗読劇なし
13. 6月26日【6】まんじゅうこわい(本庄鈴)
14. 7月3日 ※朗読劇なし
15. 7月10日【7】寿限無(天宮花南)
16. 7月17日 ※朗読劇なし
17. 7月24日【8】注文の多い料理店(市川まさみ)
18. 7月31日 ※朗読劇なし
19. 8月7日【9】メリーさんの電話(青空ひかり)
20. 8月14日 ※朗読劇なし
21. 8月21日【10】アラジンと魔法のランプ(青木桃)
22. 8月28日 ※朗読劇なし
23. 9月4日【11】羅生門(本庄鈴)
24. 9月11日 ※朗読劇なし
25. 9月18日【12】走れメロス(川村ゆい)
26. 9月25日 ※朗読劇なし
27. 10月2日【13】ニューヨークのコント『ぺち』(ローレン花恋)
28. 10月9日 ※朗読劇なし
29. 10月16日【14】ニューヨークのコント『ウェディングプランナー』(小倉由菜、唯井まひろ)
30. 10月23日 ※朗読劇なし
31. 10月30日【15】ニューヨークのコント『Dragon Ash』(工藤ゆら)
32. 11月6日 ※朗読劇なし
33. 11月13日【16】ニューヨークの漫才『KREVA』(宮島めい)

## 音楽

### エンディングテーマ
- 小湊よつ葉「空」（SOD records　作詞：小湊よつ葉、作曲・編曲：Imaginary Tone）2023年1月15日放送回から使用
- 小湊よつ葉「抱きしめて ねぇ」（SOD records　作詞：小湊よつ葉、Geyu、作曲：Geyu）2023年3月19日放送回より